# Монтеваго, Даниеле
Дание́ле Монтева́го (итал. Daniele Montevago; родился 18 марта 2003 года, Палермо, Италия) — итальянский футболист, нападающий клуба «Сампдория».

## Клубная карьера
Даниеле Монтеваго является воспитанником «Палермо». В 2019 году после банкротства клуба перешёл в футбольный клуб «Сампдория». Свой первый матч за клуб провёл против «Интернационале».

## Карьера в сборной
В 2022 году был вызван в сборную Италии до 20 лет, где дебютировал в матче против Португалии. Свой первый гол забил в ворота Швейцарии.